# Cerro Laurani
Cerro Laurani är ett berg i Bolivia.   Det ligger i departementet La Paz, i den centrala delen av landet, 300 km nordväst om huvudstaden Sucre. Toppen på Cerro Laurani är 3 919 meter över havet, eller 57 meter över den omgivande terrängen. Bredden vid basen är 0,80 km.
Terrängen runt Cerro Laurani är huvudsakligen bergig. Runt Cerro Laurani är det glesbefolkat, med 12 invånare per kvadratkilometer.. Närmaste större samhälle är Viloco, 14,0 km nordost om Cerro Laurani. 
Omgivningarna runt Cerro Laurani är i huvudsak ett öppet busklandskap.